# 埼玉県民主医療機関連合会
埼玉県民主医療機関連合会（さいたまけんみんしゅいりょうきかんれんごうかい）は、全日本民主医療機関連合会（民医連）の地方組織であり、埼玉県を活動地域とする。略称は、埼玉民医連。

## 加盟法人
（この節の出典）
- 医療生協さいたま生活協同組合
  - 埼玉協同病院
  - 埼玉西協同病院
  - 熊谷生協病院
  - 秩父生協病院
- 医療法人財団健和会
  - みさと健和病院
- 医療法人(財団)東京勤労者医療会
  - みさと協立病院
- 医療法人財団アカシア会
- 一般社団法人健康サービス
- 株式会社外苑企画商事
- 一般社団法人メディックス
- 一般社団法人ピー・シー・エス
- 一般社団法人給食協同サービスリップル

## 奨学金制度
- 医師、看護職員（保健師・助産師・看護師）、薬剤師、歯科衛生士、介護福祉士、理学療法士、作業療法士 養成機関学生に対し、奨学金制度を設けている[2]。